# صدیقه مبارز
صدیقه مبارز (زاده ۱۳۴۹ کابل) سیاستمدار افغانستانی و نماینده مردم ولایت میدان وردک در دوره‌های پانزدهم و شانزدهم مجلس نمایندگان است. وی در مجلس شانزدهم نمایندگان افغانستان عضو کمیسیون تفتیش مرکزی و نظارت بر اجرای قانون می‌باشد.

## زندگی‌نامه
صدیقه مبارز زاده ۱۳۴۹ از کابل، اما اصالتاً از ولسوالی بهسود - ولایت میدان وردک است. وی تحصیلات متوسطه خود را در لیسه/دبیرستان نرگس در ایران به پایان برد و سند لیسانس خود را در رشته اداره و مدیریت از دانشگاه پیام نور ایران کسب کرد و تحصیلات خود را در رشته روابط بین‌الملل در دانشگاه کاتب در کابل ادامه داد.

## دیگر فعالیت‌ها
دیگر فعالیت‌های وی:
- تأسیس مکاتب خودگردان برای مهاجرین افغانستانی در ایران.
- مؤسس حوزه‌های مردمی ویژه بانوان.
- مسئول و مدیر مؤسسه آموزشی رسول اکرم.
- نماینده مهاجرین در تصویب قانون اساسی.
- نماینده مردم وردک در دوره‌های پانزدهم و شانزدهم مجلس نمایندگان.